# Långbroberget
Långbroberget är ett naturreservat i Sollefteå kommun i Västernorrlands län.
Området är naturskyddat sedan 1980 och är 24 hektar stort. Reservatet ligger i södra delen av Tjärnmyrans övnings- och skjutfält och består av varierad barrskog där delar har gamla och grova tallar och granar.